# Calanthe brevicornu
Calanthe brevicornu  es una especie de orquídea de hábito terrestre originaria  de Asia. 

## Descripción
Es una orquídea de tamaño   mediano, con creciente hábito terrestre y  con pequeños pseudobulbos ovoides, puntiagudos  que llevan de 3 a 4 hojas, ovado-elípticas, agudas y acuminadas, estrechándose gradualmente hacia la base peciolada. Florece en la primavera en una inflorescencia terminal, erecta, pubérula de 36 a 60 cm  de largo, con  8 a 15 flores con vainas distantes, adpresas, lanceoladas, agudas y pubescentes en la base  brácteas florales, agudas a acuminadas.

## Distribución y hábitat
Se encuentra en el Himalaya occidental, noreste de la India, Nepal, Himalaya oriental y Birmania en los densos bosques en las elevaciones de 1660-3100 metros.  

## Taxonomía
Calanthe brevicornu fue descrita por John Lindley y publicado en The Genera and Species of Orchidaceous Plants 251. 1833.
Etimología
Ver: Calanthe
brevicornu epíteto latíno  que significa "cuerno corto".
Sinonimia
- Alismorchis brevicornu (Lindl.) Kuntze
- Alismorkis brevicornu (Lindl.) Kuntze
- Calanthe brevicornu var. wattii Hook.f.
- Calanthe lamellosa Rolfe
- Calanthe scaposa Z.H.Tsi & K.Y.Lang
- Calanthe yunnanensis Rolfe[1][3][4]